# Fable
 Fable es un videojuego de acción/aventura RPG,y de mundo abierto, creado originalmente por Big Blue Box, aunque el proyecto salió adelante gracias a Lionhead Studios y fue distribuido por Microsoft Game Studios. Primero, fue lanzado sólo para Xbox el 8 de octubre de 2004, y más adelante en el año 2005 reaparece junto a una expansión que fue desarrollada esta vez solo por Lionhead Studios, llamada The Lost Chapters. Esta edición fue lanzada para Xbox, Windows y Mac OS, el 21 de octubre de 2005. Adicionalmente Lionhead Studios Remasterizó Fable junto a su expansión The Lost Chapter, bajo el nombre de Fable The Anniversary en el 2013, para la Xbox 360.
Se encuentra entre los juegos más vendidos y aclamados de Xbox.

## Modo de juego
Los creadores de Fable concibieron realizar un RPG que lograra entretener incluso a una persona que nunca antes haya tocado un juego de este estilo, donde se pudiera conocer incluso un mundo oscuro de hadas.
Fable es un juego de rol, donde el jugador controla sólo a un personaje en una perspectiva de tercera persona, siendo en esta edición el Héroe de Oakvale (The Hero Of Oakvale), con él se puede interactuar con los diversos NPC y la gran cantidad de objetos disponibles, siendo el objetivo principal completar las misiones principales para terminar la historia del juego, aunque por lo general con el avanzar del juego también van apareciendo misiones opcionales, las cuales otorgan recompensas que pueden ayudar al jugador y que adicionalmente alargan las horas de juego.
En este fable las misiones son tomadas en el Gremio de Héroes teniendo un rango de importancia: las que poseen logo dorado son aquellas pertenecientes a la trama de la historia y las plateadas a aquellas que son opcionales, pero que ayudan al dar recompensas, algunas incluso alteran un poco la trama, también mueven la alineación del personaje (moralidad del personaje) debido a que algunas para completarlas, se necesita tomar acciones malas o buenas. Se puede tomar una misión con alarde, es decir, con un reto para que la recompensa sea mucho mayor, aunque es como una apuesta ya que de ser simples pueden llegar a ser complejas.
El juego nos sitúa en la región de Albión, el cual está plagado de monstruos y bandidos, a los que se les puede evadir o enfrentar, por lo que nuestro personaje cuenta con cuatro formas de ataque: cuerpo a cuerpo (con los puños), armas de corto alcance, armas de largo alcance, y una de las más interesantes que es con magia o hechizos (también llamados Poderes de Voluntad en el juego). Al vencer un enemigo se obtiene experiencia, el cual sirve para aumentar diversos parámetros como la fuerza, la cantidad de vida, velocidad, habilidades de magia, entre otros diversos posibles con igual importancia para hacer el juego más fácil, por lo tanto la cantidad de daño que puedes ocasionar no depende solamente de la calidad del arma, sino también de los otros parámetros, adicionalmente está un contador de golpes, el cual entre más golpes se logren conectar sin recibir uno, hará que el daño que ocasionemos sea aun mayor. Los parámetros se suben también en el Gremio de Héroes.
El dinero que se obtiene puede ser invertido en la adquisición de casas, armas, ropa, peinados, entre muchos otros objetos e incluso actividades
que requieran ser pagadas, en tiendas o tabernas distribuidas en los diferentes pueblos de la región, o incluso se pueden hacer negocios con los vendedores ambulantes que se la pasan en rutas lejanas a los pueblos.

### Alineación
La alineación (moralidad) es posiblemente lo más innovador e interesante que te presenta el juego de Fable, ya que te da a elegir entre ser un Héroe bueno o malo, y es que las decisiones o acciones que realizas mientras va avanzando la historia o incluso durante las misiones opcionales, otorgan puntos que simplemente marcan entre si eres alguien bueno, neutral o malvado. Si desde un comienzo decides ser bueno o malo, puede que por una parte sea sencillo pero por otra no tanto, ya que fascinantemente en más de una ocasión el juego te va a dar a elegir entre dos opciones tentadoras pero que sólo pueden ser tomadas una sola vez y sin poder hacer algo para remediarlo durante esa partida, adicionalmente la historia se verá diferente de acuerdo al conjunto de decisiones que se vayan tomando, incluso la relación de tu personaje con los otros personajes y NPC será diferente. No obstante el objetivo final nunca cambia, y no es de extrañar que durante algún momento crucial quieras hacer una buena acción pero no ganarás nada,y en cambio la decisión propuesta mala te hará ganar cosas interesantes o necesarias, y viceversa.
Normalmente aparte de la barra que te notifica tu estado de alineación, también se muestra en el cuerpo del héroe, a través de una aureola, cuernos, marcas brillantes, marcas oscuras, entre otras características de acuerdo a que tan bueno o que tan malo sea el Héroe en ese momento.

### Término héroe
En esta versión de Fable, héroe es todo aquel que tiene ciertas facultades y que se ha graduado en el Gremio de Héroes y por lo tanto es como una profesión donde su trabajo es aceptar encargos, que de acuerdo a lo que se propone es para ganar buena o mala fama junto a la recompensa, por eso para ellos es normal que se puedan enfrentar al coincidir en una misma misión pero con objetivos inversos.
Por supuesto no cualquiera puede ser héroe ya que debe dominar bien por lo menos una de las tres disciplinas: fuerza, habilidad (con las armas) y voluntad, esta última es la que casi nadie domina o por lo menos no fácilmente, sin embargo existen personas que pueden dominar las tres y con notoria facilidad, reconociéndose como auténticos héroes (aunque no hayan pasado por el gremio) y por lo general son aquellos descendientes del primer Arconte que tuvo Albion, aunque claro hay una más que otra excepción.
El término de Héroe es visto por los habitantes por salvar a otros pero en sí el protagonista es un Antihéroe ya que no está sujeto a seguir al 100% la disciplina del héroe perfecto por poseer virtudes y defectos.

## Argumento
Fable toma lugar en la región de Albión en tiempos antiguos, contando con varios pueblos, salida al mar, ríos, abundante en bosques, y muchas cuevas subterráneas, y rigiéndose por leyes impuestas por un reino, que en este caso está dirigido por una alcaldesa.
Mucho antes del comienzo de la historia del juego, Albión fue salvada por el primer Héroe que existió: William Black, el primer autoproclamado Arconte quien logró llevar a Albión por el camino próspero y pacífico que la gente tanto quería, pero lamentablemente las cosas cambiaron cuando un día desapareció y dejó a sus descendientes encargados de ese Viejo Reino, los cuales poco a poco lo llevaron a un caos lleno de corrupción, maldad y codicia, hasta llegar a su destrucción, bien conocida como la etapa oscura. Durante esa época apareció un hombre con ganas de dejar una marca de su existencia en el mundo, llamado Nostro, quien se encargó con sus buenas intenciones de volver a recuperar lo bueno de Albión, y lo fue haciendo, entre sus acciones constituyó el Gremio de Héroes para resolver las disputas de forma honrada, sin embargo con el tiempo y por su esposa, él también fue corrompido para su propia tristeza, muriendo y dejando todo de nuevo en un pequeño caos que fue avanzando hasta llegar a la actualidad de la historia del juego.
Y es así en Oakvale, en el día del cumpleaños de su hermana mayor, el héroe de Oakvale se encuentra en apuros para poder conseguir dinero y poder comprar un regalo bastante prometido para su hermana, sin embargo lo que pudo ser un día normal pero feliz, se terminó convirtiendo en la peor pesadilla para todos en ese pueblo, pues resulta que ese mismo día unos bandidos decidieron atacar toda la aldea, saqueando, y asesinando a mucha gente de ahí, lamentablemente entre uno de esos fue el padre del Héroe, él sólo pudo ver como sucedía todo esto sin poder hacer nada, hasta que apareció otro héroe llamado Maze, quien lo rescata y se lo lleva al Gremio de Héroes.
El Héroe siendo sólo un niño decide quedarse en ese sitio para adquirir destrezas de combate y poder sobrevivir de los sucesos de ese día, pasando los años hasta que se vuelve un adulto, ahora reconocido como un héroe del gremio. Afortunadamente Maze le hace saber que su hermana sobrevivió pero desconoce en donde se encuentra, pero que la vidente de un grupo de bandidos podría tener la pista, el Héroe al llegar buscando información, se entera de que la vidente es su hermana Theresa quien para su sorpresa se ha vuelto una mujer con grandes destrezas de pelea, fría y con una personalidad bastante firme, aunque lamentablemente desde aquel día quedó ciega, no obstante ella le advierte al héroe que ambos no son personas normales ya que poseen habilidades ocultas que ni los mejores héroes del gremio podrían compararse, y antes de irse despierta parte de ese poder oculto diciéndole que algún día deberá tomar una decisión importante.
Luego que el Héroe logra hacerse su fama, es invitado a la famosa arena de Witchwood, allí tiene diversos retos junto a su amiga de infancia Whisper, antes del último reto conoce al intrigante héroe Jack Of Blades, quien no tarda en demostrar que no es precisamente alguien bondadoso, al decidir que el último reto sea un duelo a muerte entre el Héroe y Whisper, al final el héroe deberá decidir si matarla o perdonarla. Jack Of Blades le revela información importante sobre su madre diciendo que tanto hijo como madre eran dignos de admirar, otorgándole un objeto en reconocimiento.
Theresa se entera de que el Héroe conoció al causante de todas sus desgracias de ese día, del secuestro de su madre e incluso de la razón por la que ella ahora este ciega, así es, le comenta que el causante fue el mismísimo Jack, sin embargo no hay tiempo que perder ya que hay pistas para encontrar a su madre. Una vez que encuentra la ubicación se dirige a rescatar a su madre, reencontrándose con ella para sorpresa y alegría del Héroe, mientras ella entre regaños también se alegra de verlo, sacándola de su celda e intentando huir pero Jack Of blades lamentablemente les tiende una trampa y captura a los dos, aunque afortunadamente en su segundo intento logra tener éxito. La madre del Héroe le explica que Jack sólo quiere la espada de los Eones (una muy fuerte) pero que para ello requiere necesariamente tener en sus manos a alguien del linaje de su sangre y otros requisitos que seguramente ya conoce, por lo que ayuda a despertar parte del poder del Héroe y le deja un encargo, yéndose porque sabe que Theresa está en peligro. A estas alturas el Héroe ya estaba totalmente consciente que todo los sucesos, por lo que desea buscar venganza y marca su destino al buscar un hombre quien ha estado controlando parte de su vida.
El Héroe se dirige a Costa Hook pero se da cuenta de que necesita algo más, al volver al gremio por ello, ve cómo su madre era secuestrada de nuevo, aun así antes de ella ser teletransportada le indica que en un libro está lo que busca, pero no logra leerlo porque no entendía ese antiguo dialecto en que estaba escrito, por lo que le pide ayuda al Maestro del gremio quien le ratifica que el secuestrador fue Jack, además le pide que vuelva a la costa y que ahí le dará las indicaciones necesarias para poder llegar a su destino, sin embargo al llegar ve cómo Maze estaba lastimando a Theresa, para cuando se da cuenta intenta inventar excusas pero Theresa le advierta que él está trabajando junto a Jack, cosa que el mismo afirma al aparecer ahí ya que no quería perder más tiempo en obtener lo que quería, cosa que logra fácilmente y se marcha para seguir con su plan. Theresa también termina siendo secuestrada, dejando al Héroe en la difícil situación de enfrentar a Maze, quien demuestra ser bastante fuerte, sin embargo el Héroe logra ganar aunque lo deja muy malherido, escuchando las últimas palabras de Maze que son arrepentimientos de no poder enfrentar a Jack por su debilidad y cobardía, aun así le comenta al Héroe que él sí podría enfrentarlo aunque no sería nada fácil, muriendo.
De regreso en el gremio, informan que la situación ha empeorado y que debe detener a Jack para que no active los puntos focales de Albion, cosa que el Héroe intenta tras una persecución fallida que lo llevara de nuevo a un gremio atacado y cubierto en llamas, el Maestro del gremio le dice que debe enfrentarlo en la Cámara del Destino. Allí se encontraba Jack junto a su madre y hermana, ahora sólo faltaba una cosa y era la sangre de alguien de ellos, matando a la madre del Héroe y activando la Espada de los Eones, y así dar comienzo a su gran pelea final contra el Héroe quien logra vencerlo con su esfuerzo.
Al terminar la batalla, Theresa que estaba desmayada, se despierta y le recuerda al Héroe acerca de la gran decisión que debía tomar en algún momento, siendo ese el justo momento ahora que la espada está con él, por lo que tiene que decidir entre: Matar a su hermana para que la espada se vuelva aún más fuerte, y se convierta en alguien incluso más fuerte de lo que soñaba Jack o Arrojarla por el vacío para que toda la oscuridad desapareciera junto a Jack de Albion.

### The Lost Chapters
Ha pasado un año desde que el Héroe derrotó a Jack, se encontraba en el cementerio recordando a su madre, cuando el Maestro del gremio le avisa que el héroe Scythe lo está necesitando para un asunto importante, y al llegar a las afueras del gremio se reúne con el Maestro y la heroína Briar Rose, a través del sello del gremio, Scythe le indica que necesitan algo que está en la Puerta Demoníaca cercana al gremio, aunque ésta sólo se abrirá a alguien digno de acuerdo a quien ella cree, llegando a la conclusión que el Héroe por haber derrotado a Jack debería ser más que suficiente.
La puerta demoníaca se abre y adentro se encontraba el corazón de fuego que se obtenía al resolver una serie de puzles sencillos, al salir con el objeto, el Maestro del gremio se alegra y en caso de haber arrojado la Espada de los Eones al vacío, te dirá que Maze en su afán de liberarse de Jack estaba buscando una espada con que pudiera pelear, y te recomienda que busques las pocas pistas que dejó (se trata de la Espada de Avon).
El Héroe se dirige a la Costa Hoock con el objeto para llamar un barco fantasmal que lo llevaría a donde Scythe, sin embargo es atacado por unos monstruos llamados Invocadores, quienes quieren destruir el corazón pero que gracias a la ayuda de Briar logra evitarlo, quien da cierta información y le desea suerte. Luego de un largo tiempo logra llegar donde Scythe quien le explica que la presencia de los Invocadores sólo explica que algo mucho más peligroso está despertando, pero que para saber de que se trata con exactitud necesitan despertar los oráculos de Snowpire, dando instrucciones que el Héroe logra cumplir, logrando que Scythe logre despertarlos y escuchando una muy mala noticia: Jack Of Blades aún está vivo y está volviendo mucho más fuerte de lo que era, él controla a los invocadores y se encuentra en la Puerta de Bronce preparándose para volver.
Brair le comenta que para abrir la Puerta de Bronce necesita tres almas que se deben capturar usando la máscara de Jack, la cual la tiene el Héroe, por lo que debe buscar primero el alma de un rey de la arena, teniendo dos opciones: matar a Thunder o pelear en la arena contra muchos monstruos invocados por Jack, la segunda alma debe ser de una Heroína, que puede ser de la propia Brair quien no está dispuesta a ayudar con eso o ir al cementerio por el alma de su madre, aunque luchando contra las interferencias de Jack, la tercera y última alma debe ser el alma más viejo, siendo la del maestro del gremio o gracias a que avisan en el último momento el alma de Nostro, quien estará dispuesto a ayudar pero que deben pelear para mantener el honor de sus camaradas.
Una vez conseguido los requisitos la Puerta de bronce se abre ante el Héroe, Brair y Scythe le dan sus palabras de apoyo porque sólo él puede hacerse cargo, al entrar el Héroe logra observar que tan fuerte se ha vuelto Jack, y resulta que se ha convertido en un poderoso dragón que busca venganza, aunque afortunadamente el héroe logra vencerlo y absorbe su alma con la máscara, sin embargo vuelve a tener un dilema: arrojar la máscara para que desaparezca Jack para siempre o usar la máscara para volverse más fuerte (volverse un ser malvado para siempre).

#### Fable: The Lost Chapters - modding
En los últimos años de su lanzamiento, Fable TLC ha ganado una amplia popularidad dentro de la comunidad del modding. La mayor parte de esta comunidad reside en webs dedicadas como fabletlcmod.com y fablehero.com. La principal razón para del éxito de la comunidad modding se debe principalmente a la creación de dos herramientas principales de modificación; Fable Explorer y Albion Explorer, que permitieron a los fanes de Fable poder hacer mods de forma sencilla. 
Fable Explorer facilita la modificación de varios elementos, como los archivos de definición, lo que hace posible que el modder cambie las propiedades de cada objeto, las criaturas del juego, el daño de un arma en particular, o la criatura convocada al usar "Conjurar espada fantasma". Albion Explorer permite editar archivos de script, lo que permite editar diversos aspectos del entorno. Por ejemplo, utilizando el explorador de Albion, un modder puede hacer que un objeto o una criatura diferente produzca en un área particular, en la cual normalmente estaría ausente.
Cabe destacar el mod "The Lost Content". Desde el lanzamiento de Fable: The Lost Chapters, surgió información que proporciona una idea del contenido que no llegó a la versión final. El mod "The Lost Content" hace que este contenido sea jugable.

## Desarrollo
Fable fue desarrollado por Big Blue Box, aunque fue apoyada en diversos aspectos por lionhead Studios a través de Peter Molyneux, y es que en un comienzo sus creadores Dene y Simon Carter tenían problemas en crear el videojuego que tenían en mente, debido a que se salían de algunas reglas de oro necesarias para poder comenzar como por ejemplo: normalmente el género del juego debe ser algo sencillo de entender para el público, el título debe ser llamativo y lo más importante, se debe contar con la tecnología suficiente para poder hacer realidad sus ideas.
Los creadores soñaban con hacer un videojuego donde el ambiente estuviera lleno de bosques, cataras, pueblos con personajes que reaccionaran realmente a las acciones que estuviera cometiendo el personaje principal, esto último era lo que más deseaban, querían que un héroe se pudiera adaptar a lo que un jugador deseaba hacer, ya sea desde tener tatuajes, vestidos, muchas peleas, entre muchas cosas que hiciera que la persona que estuviera jugando eligiera su propia línea de historia, y estuviera satisfecha con su experiencia.
A pesar de que a través de una oportunidad habían logrado trabajar durante un tiempo con Peter Molyneux en algunos proyectos, no tenían la oportunidad de dar marcha a su propio proyecto hasta que Lionhead Studios decide hacer de una empresa satélite con la intención de atender nuevos proyectos con ciertos riesgos. Sin embargo aun con ayuda de Molyneux junto a un grupo de 70 personas, el proyecto tardó cerca de los 4 años.
Requirió esa cantidad de tiempo debido a que querían que la relación NPC y personaje principal fuera lo más realista posible, es decir, intentar que las diferentes emociones en diferentes situaciones se lograran expresar en el momento adecuado, y acompañado de los gestos adecuados, lo cual resulta difícil por los diferentes NPC que hay de niño a adulto, adicionalmente el personaje a controlar (principal) también se tenía que agregar más expresiones debido a que con él se tenía que vivir las experiencias únicas en el juego.

## Fable: The Lost Chapters
Fable fue expandido y mejorado un poco a través de Fable The Lost Chapters, que salió para Xbox y pc en septiembre de 2005.
La nueva versión de Fable cuenta con una mayor cantidad de armas, vestidos, monstruos, áreas, ciudades, misiones tanto principales como secundarias, arreglos de pequeños errores, entre muchas otras cosas adicionales, sin embargo su historia principal sigue siendo la original sin ningún tipo de alteración, lo más resaltante que ofrece es el misterio del asesinato de la hermana de la alcaldesa Lady Grey, y la pequeña continuación que tiene luego de terminar la historia original, donde incluso algunos personajes que participaron poco en la historia original ahora tienen mayor importancia, teniendo consistencia con la trama anterior.

## Fable The Anniversary
Lionhead decidió lanzar una adaptación de Fable The Lost Chapter para la Xbox 360 en el 2013 y más tarde para PC. Esta adaptación es una remasterización en HD manteniendo todo lo extra que tenía Fable The Lost Chapters y por supuesto de la historia original sin ninguna modificación, por lo que los personajes, casas, escenarios y demás se ven mucho mejor.
También se agregó una modalidad de dificultad, pudiendo elegir el modo fácil llamado Pollo: un héroe en entrenamiento (juega a Fable Anniversary tal como era originalmente), o el modo difícil llamado Heroico: esta es una prueba para héroes de verdad (no solo faltan ampollas de resurrección en el juego, sino los enemigos son mucho más duros y las pociones de salud escasean más).